# Vassalboro
Vassalboro è un comune degli Stati Uniti d'America, situato nello Stato del Maine, nella contea di Kennebec.